# Ahrenshoop
Ahrenshoop (5,24 km²; 700 ab. circa) è una popolare località balneare tedesca sul Mar Baltico del Land Meclemburgo-Pomerania Anteriore (Mecklenburg-Vorpommern, Germania nord-orientale), situata nella penisola di Fischland-Darß-Zingst e ai margini del Nationalpark Vorpommmersche Boddenlandschaft) e facente parte, dal punto di vista amministrativo, del circondario della Pomerania Anteriore-Rügen.
La località, un tempo un piccolo villaggio, è divenuta famosa per essere stata, a partire dagli anni novanta del XIX secolo, meta di numerosi pittori e, in seguito, anche di scultori, scrittori e di produttori e registi cinematografici e televisivi, attratti dai paesaggi del luogo.

## Geografia fisica

### Collocazione

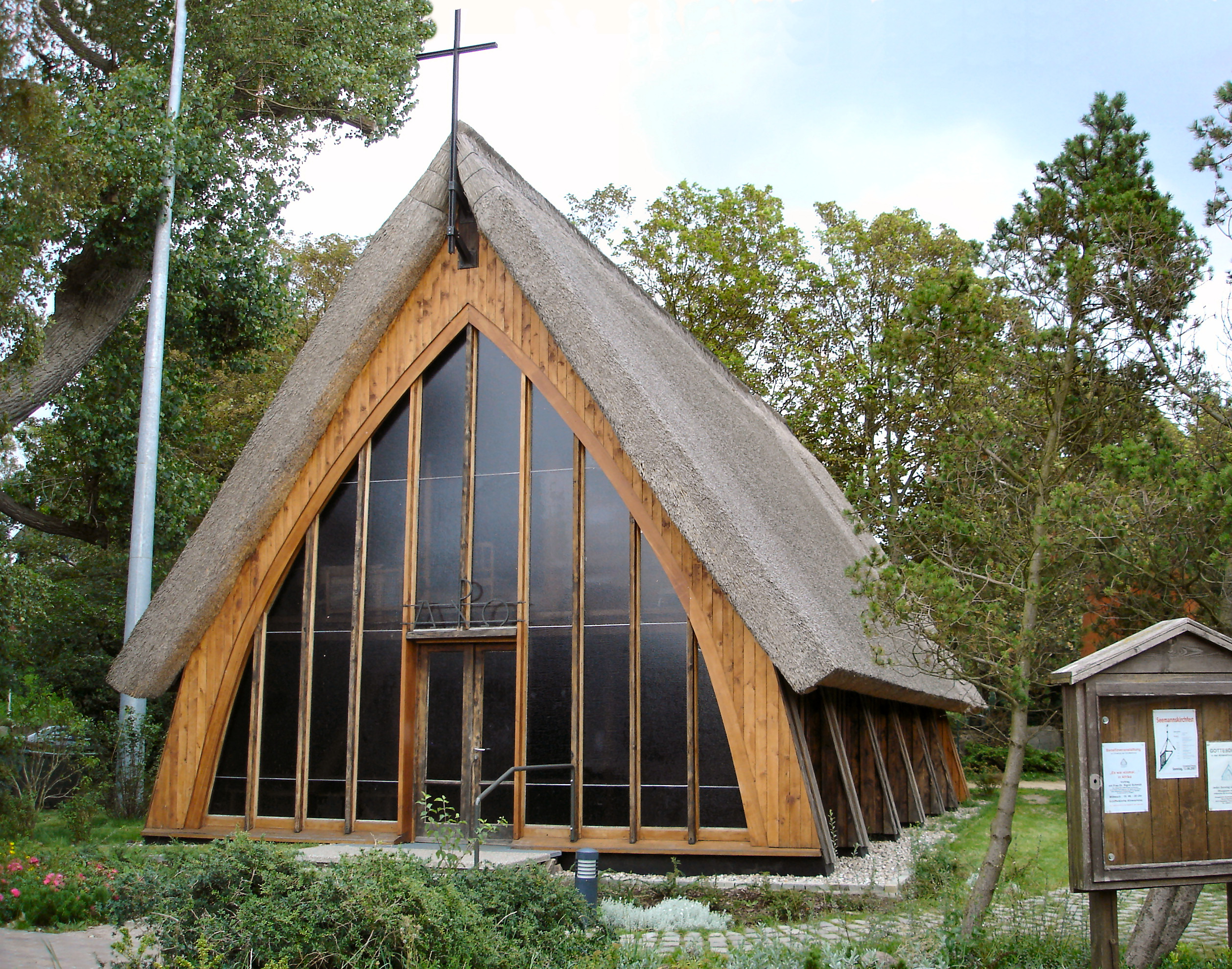
Ahrenshoop: Chiesa dei marinai

Ahrenshoop è situata nel tratto iniziale della penisola di Fischland-Darß-Zingst, nella parte centrale della costa del Meclemburgo-Pomerania Anteriore, e si trova a circa 40 km a nord-est di Rostock e a circa 70 km a nord-ovest di Stralsund.

### Paesaggio
Ahrenshoop si caratterizza per la lunga (3 km) e larga (10 m) spiaggia con dune.

## Storia

### Colonia di artisti
Nel corso del XIX secolo, la località divenne sede di una colonia di artisti, tra cui Louis Douzette, e molti altri. Da quell'esperienza è nato un museo d'arte.

## Economia

### Da vedere
- Kunstkaten
- Neues Kunsthaus Ahrenshoop
- Bunte Stube
- Chiesa dei marinai